# Patrick Deny
 (septembre 2022).
La mise en forme du texte ne suit pas les recommandations de Wikipédia : il faut le « wikifier ».
Les points d'amélioration suivants sont les cas les plus fréquents. Le détail des points à revoir est peut-être précisé sur la page de discussion.
- Les titres sont pré-formatés par le logiciel. Ils ne sont ni en capitales, ni en gras.
- Le texte ne doit pas être écrit en capitales (les noms de famille non plus), ni en gras, ni en italique, ni en « petit »…
- Le gras n'est utilisé que pour surligner le titre de l'article dans l'introduction, une seule fois.
- L'italique est rarement utilisé : mots en langue étrangère, titres d'œuvres, noms de bateaux, etc.
- Les citations ne sont pas en italique mais en corps de texte normal. Elles sont entourées par des guillemets français : « et ».
- Les listes à puces sont à éviter, des paragraphes rédigés étant largement préférés. Les tableaux sont à réserver à la présentation de données structurées (résultats, etc.).
- Les appels de note de bas de page (petits chiffres en exposant, introduits par l'outil «  Source ») sont à placer entre la fin de phrase et le point final[comme ça].
- Les liens internes (vers d'autres articles de Wikipédia) sont à choisir avec parcimonie. Créez des liens vers des articles approfondissant le sujet. Les termes génériques sans rapport avec le sujet sont à éviter, ainsi que les répétitions de liens vers un même terme.
- Les liens externes sont à placer uniquement dans une section « Liens externes », à la fin de l'article. Ces liens sont à choisir avec parcimonie suivant les règles définies. Si un lien sert de source à l'article, son insertion dans le texte est à faire par les notes de bas de page.
- La présentation des références doit suivre les conventions bibliographiques. Il est recommandé d'utiliser les modèles {{Ouvrage}}, {{Chapitre}}, {{Article}}, {{Lien web}} et/ou {{Bibliographie}}. Le mode d'édition visuel peut mettre en forme automatiquement les références.
- Insérer une infobox (cadre d'informations à droite) n'est pas obligatoire pour parachever la mise en page.

Pour une aide détaillée, merci de consulter Aide:Wikification.
Si vous pensez que ces points ont été résolus, vous pouvez retirer ce bandeau et améliorer la mise en forme d'un autre article.
Pour les articles homonymes, voir Deny (homonymie).
 (février 2014).
Si vous disposez d'ouvrages ou d'articles de référence ou si vous connaissez des sites web de qualité traitant du thème abordé ici, merci de compléter l'article en donnant les références utiles à sa vérifiabilité et en les liant à la section « Notes et références ».
Patrick Deny, né le 13 juin 1948 à Saint-Germain-en-Laye, décédé le 29 avril 1991, est un poète, auteur, compositeur et interprète.

## Biographie
Encouragé dans sa pratique de l'écriture par son professeur de français le poète Jacques Charpentreau, il chante dès la fin des années soixante et jusqu'aux années quatre-vingt. À Paris d'abord, où il débute dans les cabarets de la Rive-gauche, ceux notamment du quartier Mouffetard : Le Pétrin, Le Cabaret d'Art et d'Essai, Le Bateau Ivre..., avant de se produire dans toute la France et à l'étranger : Maroc, Belgique, Suisse, Algérie, Québec...
Patrick Deny devient secrétaire de l'acteur et écrivain Lionel Rocheman, fondateur et animateur en 1967 des Hootenannies du Centre américain de Paris.
Patrick Deny s'engage ensuite lui-même dans l'organisation et la production de spectacles au sein de diverses structures : Action Chanson, Travail et Culture, ainsi qu'au Centre Georges Brassens, à la Maison Pour Tous de la rue Mouffetard dont il devient l'un des responsables au côté de son directeur Georges Bilbille, et surtout à l'Atelier 13 qu'il ouvre en 1972 dans le 13e arrondissement de Paris, 26 rue Charles Fourier.
En 1989, deux ans après la parution de son premier et unique album 30 cm, Patrick Deny quitte Paris pour se fixer dans le Jura. À la demande d'Isabelle Aubret, il écrit trois textes de chansons qu'elle enregistre : Eau (musique de Roger Candy et Serge Sentis), Roumania (musique de Roger Candy et Stéphane Delettrez) et Quand la ville s'endort (musique de Roger Candy et Stéphane Delettrez), dont deux qu'elle chante à l'Olympia en 1990.
Fin 1990 paraît Jurassiennes, son premier recueil de poésies. Interprétées par lui-même ou reprises par d'autres, ses chansons sont diffusées sur les ondes privées et publiques. Sa carrière semble alors prendre un tour décisif, mais la maladie en décide autrement et au matin du 29 avril 1991, Patrik Deny "arrête doucement de vivre".
En 2004 est créée l'association "Autour de Patrick Deny", destinée à faire vivre sa mémoire tout en servant la chanson d'expression francophone et la poésie, en "s'inspirant de l'engagement, de la simplicité et de la profonde humanité qui ont marqué sa vie et son travail".
En plus des quelque cent cinquante chansons qu'il nous a laissées, Patrick Deny est l'auteur d'un récit et de plusieurs nouvelles encore inédits. Son œuvre poétique complète, préfacée par le parolier Guy Thomas, est parue en novembre 2011 aux Éditions L'Harmattan sous le titre Comme la truite sous la pierre.
"Cabaret Mouffetard m'a fait découvrir l'œuvre de Patrick Deny. Cet auteur, compositeur, interprète, débordait de talents. Sa trop courte carrière a profondément marqué ceux qui l'ont connu et ceux qui continuent à l'interpréter." Jean-Jacques Sacquet, Paris-Montmartre n°1374, mars 2009[source insuffisante]
"Patrick Deny, c'est une tendresse pleine, un pessimisme qui se cache parfois derrière l'humour, mais ouvre sa porte à l'espoir. Autant de raisons pour le découvrir : c'est un grand." Daniel Pantchenko, L'Humanité[source insuffisante]
"J'ai rencontré Patrick Deny au Bateau Ivre : je débutais, il y était un chanteur confirmé et apprécié. Une sorte de grand frère encourageant." Théophile Minuit, auteur, compositeur, interprète, chroniqueur Sous les étoiles exactement sur France Inter, 2010[source insuffisante]
"Ce qui m'a frappé à l'écoute des chansons de Patrick Deny, c'est que ses textes sont extrêmement actuels. Cela veut dire aussi : éternels. C'est d'une simplicité extraordinaire, mais alors quelle poésie !". Christian Deville-Cavelin, Fréquence Paris Plurielle, 2010[source insuffisante]
"Timide et discret, poète de l'âme et de l'écriture, Patrick Deny était de ces êtres généreux, de ces hommes de cœur que l'on regrette et qui nous manquent aujourd'hui terriblement." Jacques Roussel, Fréquence Paris Plurielle,1992[source insuffisante]
"Patrick est quelqu'un dont j'appréciais la démarche, vraiment très ouverte sur les autres chanteurs, sur tout ce qui pouvait apporter du bien à ses collègues du métier. Mais il y avait aussi le chanteur et l'auteur compositeur de talent. Sa voix, son écriture...". Louis Capart, auteur compositeur interprète, revue Je Chante magazine, 12 décembre 2009[source insuffisante]=
"Il n'a pas conquis l'Amérique, il n'a pas rempli Bercy ni crevé les hits et les tops, il a cependant apporté avec modestie sa contribution à la vie de la chanson. Il est important que demain on y trouve encore sa trace". Michel Trihoreau, Chorus[source insuffisante]
"Sans conteste, Patrick demeure un talent que les circonstances n'ont pas permis de reconnaître à sa valeur en son temps". Lionel Rocheman, écrivain, créateur des Hootenannies au Centre américain de Paris, 2009[source insuffisante]
"Patrick Deny n'était pas seulement talentueux, il était généreux, ouvert, enthousiaste. C'est aussi pourquoi, vingt ans après, les amis (survivants) sont toujours là." Claude Mann, comédien, directeur du Théâtre François-Dyrek à Joinville-le-Pont, 2011[source insuffisante]

## Discographie
- 1980 : Chanson du soir. Disque 30 cm (VA 80112). Production Robert Moulon. Studio Merjithur. Figure sur cet album Jehan, une chanson écrite en hommage au chanteur Jehan Jonas.
- 1983 : Matins d'hiver. Cassette (K 91063). Autroproduction. Studio Merjithur.
- 1987 : En tout bien tout honneur. Disque 30 cm (P.J.D.001). Autoproduction. Studio Merjithur.
- 1992 : Ombres et lumières. Double CD (SCD 769/770). Production Danièle Deny. Distribué initialement par Scalen Disc.